# Yanliang
Der Stadtbezirk Yanliang (阎良区,  Yánliáng Qū) ist ein Stadtbezirk der Unterprovinzstadt Xi’an in der chinesischen Provinz Shaanxi. Er hat eine Fläche von 244,1 Quadratkilometern und zählt 303.284 Einwohner (Stand: Zensus 2020). Er ist ein Zentrum des Flugzeugbaus.
Im Stadtbezirk befindet sich die Liyangcheng-Stätte aus der Zeit der Streitenden Reiche, die seit 2001 auf der Liste der Denkmäler der Volksrepublik China steht.